# 佐賀県道43号牛津芦刈線
佐賀県道43号牛津芦刈線（さがけんどう43ごう うしづあしかりせん）は、佐賀県小城市を通る県道（主要地方道）である。

## 概要
佐賀県小城市牛津町牛津から小城市芦刈町三王崎に至る。

### 路線データ
- 起点：佐賀県小城市牛津町牛津（国道207号交点）
- 終点：佐賀市小城市芦刈町三王崎（三王崎北交差点、国道444号交点、佐賀県道339号江北芦刈線終点）

## 歴史
- 1993年（平成5年）5月11日 - 建設省から、県道牛津芦刈線が牛津芦刈線として主要地方道に指定される[1]。
- 2013年（平成25年）9月13日 - 佐賀県告292号により、終点位置が三王崎交差点 - 三王崎北交差点の区間が国道444号に指定替えされ、終点位置が三王崎交差点から三王崎北交差点に変更[2]。

## 地理

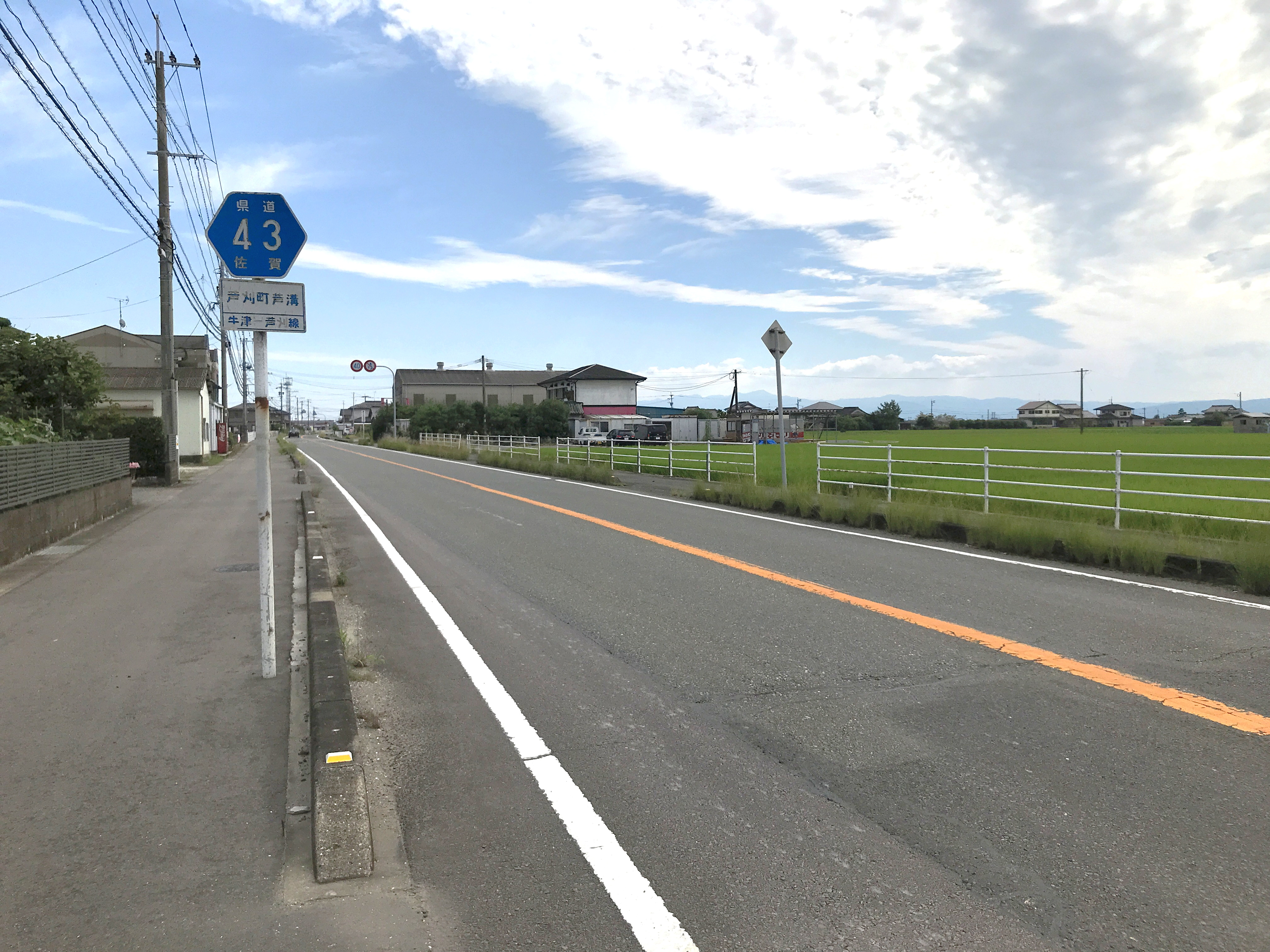
芦刈町芦溝から三王崎方面

### 通過する自治体
- 小城市

### 交差する道路
| 交差する道路                      | 交差する場所 | 交差する場所          |
| --------------------------------- | ------------ | --------------------- |
| 国道207号                         | 牛津町牛津   | 起点                  |
| 佐賀県道212号川上牛津線           | 牛津町牛津   |                       |
| 国道444号 佐賀県道339号江北芦刈線 | 芦刈町三王崎 | 三王崎北交差点 / 終点 |

### 沿線
- JR九州長崎本線 牛津駅（起点付近）
- 小城市立牛津中学校（起点付近）
- 佐賀県立牛津高等学校（起点付近）
- 小城警察署 牛王駐在所
- 小城市立小中一貫校芦刈観瀾校